# 主権
主権（しゅけん、仏: Souveraineté、英: Sovereignty）あるいはソブリンティとは、国家の構成要素のうち、最高・独立・絶対の権力、または近代的な領域国家における意思決定と秩序維持における最高で最終的な政治的権威を指す。国家主権のこと。国が国家であるために有する権利。

## 概要
具体的には以下の3つが基本的意義となる。
1. 国家の統治権（国民および領土を統治する国家の権力）[6][2][7]
2. 他国の支配に服さない最高独立性[2][1]。対外主権（たいがいしゅけん）[8]。
3. 国家の政治のあり方を最終的に決める権利のこと[9][1]。

元々のフランス語、英語での意味は「至上、最高、他より上位の」であり、多義的な用語・概念で、論者によって様々な意味が盛りこまれるため、また、国家や政府、そして国家の独立や民主主義に関するものであるため、主権概念については多くの論争がある。
また国際関係を規律する国際法では各国の主権が平等で尊重されるとともに制限されるなど多くの問題を残している。

## 意義

### 概略
元々はヨーロッパの政治において「至高性」を指す用語・概念で、フランス国王の権力が、一方ではローマ皇帝や教皇に対し、他方で封建領主に対して、独立であったり最高の存在であることを示すための用語として登場した。
宗教戦争の最中、反抗的な封建諸侯に対してフランス王の権力を正当化するためにジャン・ボダンは「主権とは国家の絶対的かつ恒久的権力である」と定義した。ボダンはsouverainetie(主権)と共にmajeste(至上権、尊厳、権威)やsumma potestas(最高の権能)も同義語として使っている。ボダンの主権論は封建主義からナショナリズムへの移行を促進することとなった。
トマス・ホッブズは主権概念は近代化され、全ての正式の国家において特定の個人または人々の体は至高かつ絶対の権威を保有すると法で布告すべきであるし、この権威を分けることは国家の統一性を本質上破壊するものであるとした。ロックやルソーらの社会契約論によって国民主権・人民主権(Popular sovereignty)の教義が生まれ、アメリカ合衆国の独立(1776年)やフランス革命にも影響を与えた。
国際法における概念としては、ヨーロッパ全土を巻き込んだ宗教戦争の到達点であるヴェストファーレン条約によって確立された。その後、近代国家が形成され発展する過程で、さまざまな政治的背景を織り込みつつ、様々な意味で用いられるようになった用語である。
語源はラテン語のsuperanus であり、フランス語souverainetéである。
また、日本語で「主権」と翻訳したことで権利の概念と紛らわしいことも指摘されている。

### 基本的意義
主権の基本的意義とは、「国家（領土・領海・国民・国家体制など）を支配する権限」である。言い換えれば、一定の境界(領界)を持つ基盤的な集団的自己決定権、すなわち国家機関と国民の行動に関してその正当・不当の如何を確定する国家における権利のことを指す。
具体的な内容については、実定法上も用いられるものとして、次の三つの基本的意義が一般的な理解としてある。

#### 統治権（対内主権）
第一に、国権(国民を統治し支配する国の権力)ないし統治権、国民および国土（領土）を支配する権利（例：ポツダム宣言8項）。
「国家が内に対して最高至上である」ということが、「主権」の内容として語られる。近代国家においては、国家は、自らの領土において、いかなる反対の意思を表示する個人・団体に対しても、最終的には、物理的実力（physische Gewalt）を用いて、自己の意思を貫徹することができる。この意味で、国家は対内的に至高の存在であり、これを「主権的」と表現するのである。私法上の権利と区別された公法上の権利であるという意味で高権とよばれることもあり、国民に対する支配権を「対人高権」、領土に対する統治権即ち「領土高権」という。
主権は国家における最高の統治権であるが、統治権一般、国家機構が行使する統治の実権とは別ものであり、主権以外の統治権が明確であるのに対して民主主義国家においては主権は不明確であり、その所在である主権者も曖昧模糊としている。

#### 最高権（対外主権）
第二に、国権の属性としての最高独立性（例：日本国憲法前文3項）。国家が他国からの干渉を受けずに独自の意思決定を行う権利としての国家主権。内政不干渉の原則および国家主権平等の原則(国際連合憲章第2条第7項、友好関係原則宣言)では、各国は明確な領域に基づく国家管轄権を確立し、その管轄領域内への他の国家の介入を排除される。したがって、主権を排他的管轄権としての公権力と定義することもできる。
グスタフ・ラートブルフは「主権は国際法的主体性に外ならない。即ち国家は主権的であるが故に国際法主体であるのではなく，国際法主体であるが故に主権的であるのである」とし、主権は国際法、国際関係を前提としたものであるとする。
ハインリヒ・トリーペルは国際法の基礎を国家間の合意におき、またH.コルテ(Korete)は主権を他の支配力からの独立として把握し、H.ヤライス(Jahrreiss)は外部の支配者に従属することのない場合に国家が主権的であるとした。したがって対外的には主権と独立は同義であるとされた。1923年アメリカのモンタナ州最高裁判所は主権を「それによって独立国家が統治せられる最高・絶対・無制約の権力」と定義した。このように国家が他の国家権力に拘束されないことを対外主権という。

##### 国際法における「主権平等の原則」
近代国際法においては、国家間の「主権平等の原則」が認められており、国家は主権的地位において平等であるとされる（国際連合憲章2条、友好関係原則宣言)。主権平等原則に基づき、一国一票制をとっている

#### 最高機関の地位（最高決定力）
第三に、国家統治のあり方を終局的に決定しうる権威ないし力。国家の政治を最終的に決定する権利（例：国民主権や君主主権といわれる場合の主権観念のこと。日本国憲法前文1段および1条。
ある国家のうちで、「国政の在り方を最終的に決定する最高の地位にある機関は『誰』なのか？」あるいは「実際に最終的に決定する『力』を持っているのは『誰』なのか？」という帰属主体の問題も「主権」の問題として語られる。その場合の「最終的に決定する『力』」とは何かという問題もあるが、一般には、最高法規である憲法を制定する権力、即ち、憲法制定権力(独：erfassunggebende Gewalt, 仏：pouvoir constituant)であるとされている。ただし、その性質については、本当の「力」であるという実力説、機関としての権限であるという権限説や監督権力説など諸説がある。

### 権力と権威
主権を権力とする主張（ボダン、アイザイア・バーリン、Jo-Anne Pemberton ペンバートン)に対して、主権を権威とする主張もある（ウィリアム・ブラックストン、アーネスト・バーカー、オークショット、ロバート・ジャクソン）。アーネスト・バーカーは「主権は最終決定権を持つ権威である」と定義する。また、権力と権威を複合的な力としてヒンズリーは「共同体に最終的・絶対的な政治的権威」として主権を定義する。

### 主権の制限
戦後は、平和主義と国際協調主義の下、主権を制限し、または国際機関に委譲できる旨の規定を有する憲法（ドイツ連邦共和国基本法第24条、イタリア共和国憲法第11条）があるが、これが伝統的な絶対性を特徴とする主権概念の相対化を示すものであるかどうかは議論がなされている。
他方、佐々木毅は主権制限論に対して内在的制限と外在的制限という二つの基準を設定し、内在的制限では主権の絶対性は制限を内包したものと解し、他方の外在的制限では、主権は無制限絶対的であるが他の国家構成要素との関係で外在的に制限を受けるとする。このような制約外在説では、ボダンのいう「正しき統治」は統治論の問題となり、主権を主権たらしめるものは諸制限への服従ではなくその権力の永遠性と絶対性であり、従って主権論の中でその制限論に言及する必要はないとされる。

## 主権概念の歴史

### 古代中世における主権論の萌芽
古典期以前の君主政ギリシアには「主権」の概念はなかったが、少なくともアリストテレスの時代には主権概念の萌芽は存在した。古代ギリシアのポリスは国家とも訳されるが、明確にその意義は区別されていない。しかし、アリストテレスにとって人間はポリス的存在であり、また政治社会ポリスは人間集団または共同体の最高形態であった。ポリスは部族社会から十分に分離されたものではなかったし、国家の形態を生み出したわけではなかった。しかし、アリストテレスは『政治学』で、至高の権力を有する役（国政に携わる役職）を秩序づけたものを国制としており、ここに主権概念の萌芽を見ることができる。アリストテレスのこの定義はボダンの主権理論に影響を与えたが、ボダンのような「主権による統治」といった観念はみられない。
ローマのimperiumは主権概念に近いものであったが、市民権または軍事上の命令権にすぎなかった。ローマの法学者で『ローマ法大全』にその多くの学説が採録されたドミティウス・ウルピアーヌスは「元首は法に拘束されず」（princeps legibus solutus est）、「元首の意思は法律としての効力を有する」（Quod principi placuit、legis habet vigorem）と法解釈をした。このウルピアーヌスの命題についてダントレーヴはsummma potestas（最高の権力）の存在が前提とされているという。また、ウルピアーヌスのlegibus solutusは、法を超越した主権者という思想、法の拘束から解放された主権というボダンにも影響を与えた。
10世紀になるとフランスでsouvrainという言葉が使用されており、これはラテン語supremusに由来するもので「最上位のもの」であった。当時は国内の権力が多元化しており、国王のみを主権者とはみずに、「すべてのバロンは封土内において主権者である」として封建諸侯も主権者とよばれた。
1100年頃ボローニャに法学校ができ、やがて大学へと発展して、1240年にローマ法大全の標準注釈が編纂されると、全ヨーロッパから留学生が集まるようになり、ローマ法が普及していった。中世のフランスのレジスト（Legisten、レギステン）と呼ばれるローマ法の注釈学者の一派が主権概念に先鞭をつけたとされる。ローマ法普及に伴いカトリック教会は、宗教的権威を背景に教会法を制定し、独自に教皇領を持って世俗的な権力を行使するようになっていった。ダントレーヴによれば、主権概念が最初に整然と仕上げられたのは、教会を弁護する教会法の学説においてであった。教皇は地上における最高の権威・権力の完全性（plenitudo potestatis)を持つとされ、これは近代的な主権概念に近い。中世ヨーロッパはレス・プブリカ・クリスティアナ(キリスト教共同体)とよばれる普遍社会を形成していたが、教皇と皇帝の二つの焦点が秩序を支配する権威とみなされていた。
1302年に、フランス王フィリップ4世と課税問題で対立した教皇ボニファティウス8世はウナム・サンクタム教皇勅書を出し、教皇の権威は他のあらゆる地上の権力に優越するとし、地上に二人の平等な代理者（教皇と皇帝）を置くことは異端とした。これは単一性論議といわれ、唯一の最高の権力の保持者という考えは、教皇と皇帝による世界の二重支配を不条理とするとともに、これこそまさしく主権の論理であったと、ダントレーヴはいう。しかし、アナーニ事件で教皇を襲撃するなど、フランス王はローマへの圧力を強め、教皇座をアヴィニョンに置いてアヴィニョン捕囚となり、さらに1378年から1417年まで教会大分裂となった
中世ヨーロッパの秩序においては、神聖ローマ皇帝や諸侯は、ローマ・カトリック教会の宗教的権威に従属し（参照：カノッサの屈辱）、世俗的支配関係は、土地を媒介として重層的に支配服従関係が織り成される封建制により規律されていた。例えば、神聖ローマ帝国においては、領邦君主は帝国等族として皇帝に従属し、領邦においては、領邦等族が領邦君主に従属していた。
ゲオルグ・イェリネックは中世において国家の独立を否定する勢力として教会、神聖ローマ帝国、大封地所有者（レーンストレーガー）および社団（ケルパーシャフテン）があり、この３つの勢力との戦いによって主権の観念が成立したとする。
封建時代には、封建的主従関係は幾重にも重なったため、古代ローマのインペリウムやポテスタスといった命令権のような公権力、支配権の公的な性質は消滅していた。そして、個々の国家の完全な独立という観念は中世末までに普遍的に承認されていたといわれ、主権概念誕生の条件は整っていたのである。

### 宗教戦争における主権と国家
近代初期になると、君主が国内の権力が徐々に君主に集中して絶対王政が確立するに従い、中世的秩序は徐々に崩壊し近代国家が成立する。
フランスでは、神聖ローマ帝国（現在のドイツ）に対抗するという政治的な理由から、フィリップ2世が1219年ローマ法の適用を禁止し、神聖ローマ皇帝に対する独立性を擁護するための理論を模索した。フィリップ4世は、レジストと呼ばれるローマ法学者を重用し、君主の神聖ローマ皇帝、ローマ教皇からの対外的独立性を擁護するための理論の確立を図り、1302年に聖職者、貴族、平民の代表者を集めて全国身分会議（l'États généraux）を開催した。1303年のアナーニ事件をはじめとするバビロン虜囚をきっかけに教皇、ローマ・カトリック教会の権威は失墜した。ガリカニスムではローマ教皇に対しフランス教会の自立を主張した。
マルティン・ルター等の宗教改革により、カトリック教会の宗教的・政治的権威が揺らぎ、宗派間の対立が激化し、多くの宗教戦争が起った。1555年、宗派間対立の妥協として、アウクスブルクの和議により「ある者に領土の属する場合には、その者に宗教もまた属する（cuius regio, eius religio）」という領邦教会制が生まれた。この結果、領邦君主が領邦の宗教をルター派とすることにより、カトリック教会の支配から独立することが可能となった。
ジャン・ボダンはユグノー戦争の時代に、教会や帝国から独立した国家の本質的特徴そを主権とした最初の思想家である。1576年にボダンは『Les Six livres de la République（国家論）』で「主権(souverainete)とは国家(Republique)の絶対的かつ恒久的権力である」と定義した。また同書ラテン語版(1586年)では「統治大権 (majestas)とは、市民と臣民に対する最高にして且つ法 (の拘束) から解放された権力(legibusquesolutapotestas)である」と定義する。ボダンはsouverainetieと共にmajeste(至上権、尊厳、権威)やsumma potestas(最高の権能)も同義語として使っている。これに対してJ.アルトジュースは1603年『政治方法論解説』でボダンのいう絶対的つまり最高にしてすべての法から解放された権力は専制政治であると批判し、神法・自然法こそ最高法であるとした。ただし、ボダンは国家を「主権的権力をもってするところの正しき統治」と定義するが、その究極の基準として神法・自然法重視の大前提があるともいわれる。他方ボダンは暴君もまた主権者であるとするが、これは当時の戦争における無政府状態に対して「世界で最悪の暴政よりも悪しきもの」としており、戦争のなかの無政府状態における危機を克服するものは、絶対的な国家権力としての主権のみであることを念頭に置くべきである。こうしてボダンによって君主主権が確立し、中世には消滅していた公権力が復活し、近代的民族国家すなわち絶対主義国家が成立していくことになった。
1648年、ヨーロッパの主要国が参加した三十年戦争の講和条約として、ヴェストファーレン条約が締結された結果、ヴェストファーレン体制という勢力均衡の国際的な枠組が生まれ、国際法上国家は平等であるという原則、主権国家体制が形成された。ヴェストファーレン条約によって神聖ローマ皇帝とローマ教皇の権威が否定され、独立した国家（Staat）が帝国(Kaisertum) に代わって成立した。
17世紀フランスでは、ルイ14世が絶対王制を確立し、自国内の最高統治権を把握した。「朕は国家なり」との言葉のとおり王権神授説に基づき主権を有する君主＝国家と考えられていた。主権概念は絶対主義体制を正当化する原理として登場し、その過程で主権概念を原理とする国民国家 nation-stateが誕生した。
ホッブズは、ボダンの主権論と社会契約説を結びつけて、絶対王制を擁護した。ホッブスは分割された諸権力は相互に滅ぼしあうとして主権分割説に反対した。その後、ロックやモンテスキューによって立法権と執行権と裁判権などに統治権力を分割した権力分立論が形成された。フランス革命に影響を与えたルソーは主権を意志(一般意志)とみなし、主権は分割されえない不可分の単一のものであり、主権者は統治者ではなく人民であると述べた。

### 英米法における主権

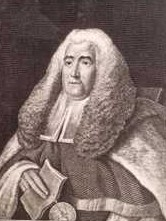
ウィリアム・ブラックストン

ブラックストンは『イギリス法釈義』(1765-69)で、主権の自然的基礎には、共同体の利害を識別する知恵、利害を追求する上で必要な徳、そしてこれらの知恵と意図を行動に移する権力または強さの3つがあり、これらの主権の基礎は、十分に組織されたあらゆる政府において必要なものであり、またあらゆる政府には至高の、抵抗できない、絶対の、支配されない権威があり、そこにjura summi imperii(最高権力)は属すると主張した。ブラックストンの解釈はイギリス、そしてアメリカ合衆国にも非常に強い影響を与えた。
1775年、アメリカ独立戦争が起こり、1783年、パリ条約でイギリスがアメリカ合衆国を主権国家として認めた。アキル・アマーはアメリカ合衆国憲法では人民主権が定められたとする。
19世紀イギリスの法学者オースティンはブラックストンの教説に影響を受けて、あらゆる政体は主権を保持すべきであると主張した。またオースティンは主権は、法を制定する最高機関の国民議会に属するとし、また法は主権者の命令であるとした。オースティンの主著The Province of Jurisprudence Determined(1832年)では、主権者と主権体( a sovereign person or body)の法概念を生み出した。
ベンサムは『統治論断片』においてブラックストンを批判的にとらえ、「政府の権威は代表者会議によってさえも制限されないし、ドイツ帝国やネーデルラント王国やスイス各州や古代アカイア同盟における政府などは存在しないといえる」と述べた。オースティンと違ってベンサムはアメリカのような連邦制国家に主権は認めなかった。ベンサムとオースティンは規範的な意味ではない「服従の習慣」が政治と法の理解に欠かせないとした。ベンサムによれば、国民が統治者へ服従するという習慣があることによって政治的社会は存在する。オースティンと違ってベンサムは服従という習慣がいかに主権を限定できるのかについて、服従傾向は制限しうるのであり、諸国民は自分の国家にも他の統治組織にも服従しない準備があるとしている。ベンサムは自然権論や社会契約説をフィクションであるとしてフランス人権宣言などは法秩序と両立しない危険な過ちであるとして批判した。しかし、ベンサムは1820年代に執筆した憲法案において国家権力は憲法などの法構成権力（Constitutive power）に負っているとし、その法権力は国民の総体に属するとし、国民の幸福のための安定保障は人民の主権ということにまとめることができるとした。ベンサム憲法において国家権力は、立法・行政・司法権力にあり、法構成権力（Constitutive power）という思想が誕生した。こうしてベンサムは主権を「私達人民」へと移譲し、ホッブズ的な主権理解を変革することに成功した。現在では主権を絶対的で無制約なものと理解する人は少ないし、主権はもっと幅広い思想として規定されており、国家の権力と権威は諸集団や制度の多元性ののなかへ分けられている。
またダイシーも国会主権（Parliamentary Sovereignty）と法の支配を主張した。また、アメリカ合衆国最高裁判所はマーベリー対マディソン事件において違憲かどうかを司法審査する違憲審査制を世界で初めて確立したが、これは司法主権とはいえない。
このほかハロルド・ラスキやヒューゴ・クラベ(Hugo Krabbe)などの多元主義国家論は、国家の統治は様々な政治的、経済的、社会的、宗教的集団によって担われていると考え、国家のみが特別な権威をもっているのではないとし、国家主権を避け、団体主権、共有主権、分割主権などが主張された。

### フランス憲法における国民主権・人民主権
フランス革命当時、君主主権を否定する共和主義運動には人民主権論と国民主権論があり３つのグループがあった。第一の国民主権グループはブリソ、トマス・ペイン、コンドルセらで、最終決定権を議会に置く。第二の人民主権グループ、コルドリエクラブや両性愛国者友愛協会らは、主権は人民にあり、議会はそれに従うべきであるとする。第三の人民主権グループ、パリ市民やマルセイユ連盟兵らは8月10日事件の直前に、議会が義務不履行の場合、住民が公権力を代行するとする。
1789年の人間と市民の権利の宣言では主権が国民に属すると明言された（第3条)。
1791年憲法が成立すると、第3編「公権力」1条では以下のように国民主権について定められた。
1791年憲法では、主権は国民に属し、人民および個人は国民に属する主権を奪うことができないとされた。この「国民」は、国民各人ではなく、超個人的な国民集団のことであるとマルベールはいうが、この国民とは抽象的な概念のことであった。また1791年憲法において国民主権が明記されたのは、君主主権に対するのはもちろんのこと、革命期に主張された人民主権にも対抗するものであった。革命フランス憲法における国民主権では、特定の有権者や集団に主権が属するのではなく、「国民(Nation)」に属する。
さらに1791年憲法第3編「公権力」2条では、
と書かれており、主権は立法府（議会）によってのみ行使されるとされた。すなわち、主権は移譲できないが、国民から委任された代表機関として議会は主権を行使するとされ
た。このように主権は人民でなく国民に属するため、フランスの政体は、人民が直接に主権を行使する直接民主制ではないことが明記されるとともに、国王（執行府）は議会が定めた法律に従って執行権を行使する(法の支配)。また、1791年憲法では政府は君主制であると明記された（第3編4条）。しかし、8月10日事件によって1791年憲法は破綻した。
ジロンド派の1793年憲法では主権が人民にあると明記された(第25条）が、非常事態による混乱によってこの憲法は施行されなかった。
テルミドール派総裁政府によって新たに制定された1795年憲法では、主権は「市民の総体」に存在するとされ(第17条）、恐怖政治への反省から二院制となった。
ナポレオンがブリュメールのクーデターによって総裁政府を倒し全権を掌握すると、ナポレオン政府は1799年憲法(共和暦8年憲法)を発布した。1799年憲法は主発案者のエマニュエル＝ジョゼフ・シエイエスが、人民は主権者であるが、それについて十分に啓蒙されていないから主権を直接に行使すべきではない、そのため、人民は主権を委任するという構想のもとに起草した。1799年憲法では三院制がとられ、また、主権についての条項は消えた。
共和暦10年憲法(1802年）では、第1コンスルの権限が強化され、共和暦12年憲法(1804年憲法)では、統治は皇帝に委任された（1条）。
復古王政の元老院憲法（1814年4月6日フランス憲法）では執行権は国王にあり、国王の一身は不可侵でありかつ神聖であるとされた(第4・21条)。
1814年6月4日の憲章では、前文で崇高な神が王に義務を課したという王権神授説が書かれ、執行権は国王にあり、国王の一身は不可侵でありかつ神聖であるとされた(第13条)。
1830年8月14日憲章では王は神聖不可侵であり、執行権は王にだけ属するとされた（第12条)。
第二共和政の1848年憲法では、主権者はフランス市民全体とし（1条）、公権力は人民から出る（第18条）、フランス人民は立法権は単一議会に委任し（第20条）、執行権を大統領に委任した（43条）
。
ナポレオン3世による第二帝政の1852年憲法では、立法権は大統領・元老院・立法院によって行使され（4条）、大統領は執行権をもち（6-12条)、大臣は大統領にのみ従属し忠誠を誓う（13-14条)、さらに憲法を修正した元老院規則によってフランス皇帝が復位された。
第三共和国憲法では、立法権は二院制議会にあり、大統領は法の執行を監督する。
1946年の第四共和政憲法では公権力は主権者たる人民に奉仕せねばならない（第20条）、主権は人民に属し、主権は憲法に従って行使される（第43条）、フランス人民は議会議員によって主権を行使する（第47条）。第四共和政憲法は第五共和制憲法によって廃止された。
このようにフランス革命以降のフランスでは復古王政、帝政、共和制の交代を繰り返してきたが、現在の第五共和制憲法（1958年）では国民主権と人民主権と代表者（大統領、国会）とについて以下のように明記されている。
と明記された。ここでの投票は、国民投票または人民投票（国民投票と住民投票を含む）と解釈されている。
国民主権によって個人と一人一票の民主制が成立するのに対して、人民主権は中間団体を復活させる危うさを持っていたと指摘されている。デヴェルジェはフランス革命期の国民主権の原理について「きわめて明確な現実的目的のために形成されたかなり狡猾な理論に立脚している」として、絶対君主制の危険と、人権宣言の 起草者であったブルジョワが反対していた純粋民主制（直接民主制）という二つの危険を回避するために設定されたとしている。
しかし、人民主権論と国民主権論によって近代民主主義国家の基礎である個人と政治的平等を成立させた意義は大きい。フランス革命によって絶対主義は姿を消したが，主権概念は、君主から国民へ移り、国民国家の基本的属性として継承された。
しかし、主権をどこにおくかをめぐる論争は君主主権、国民主権、人民主権に関する論争だけではない。18世紀の法学者J-J.ビュルラマキは主権について「絶対的権力を，恋意的で専制的で限界のない権力と混同してはならない 」「主権はその本性自体によって，主権者がそれを引き出すところの人々の意向によってまた神の法自体によって制限されている」とした。

### 近代ドイツ
ナポレオンの侵攻によって1806年のライン同盟が成立し、神聖ローマ帝国は消滅した。この結果、領邦国家は、法的には他者に従属しない存在となった。そのほかにも神聖ローマ帝国において次のことが起こり、中世的な身分秩序は完全に崩壊した。世俗化（Säklarisation）により聖界諸侯の領邦は廃止され、陪臣化（Mediatisierung）によりすべての聖界諸侯と多くの俗界諸侯が、皇帝ではなく領邦君主からレーン権（Lehnsrecht）を封じられることになった。つまり、帝国直属の等族（reichsunmittelbare Stände）ではなくなった。結果として、残存した領邦は大規模化した。なお、ドイツではsouverainetieに相当する語は18 世紀までなく、19世紀初めにナポレオンの影響を受けて外国語Souveränitätが輸入された。
19世紀ドイツでは理性主権、国家主権などの主張があり、また法主権説では主権の所在の棚上げをした。ドイツでは、君主主権説と人民主権説(Volkssouveränität)が対立し、その帰属主体をあえて問わないという問題回避的な国家主権説が唱えられた。ヘーゲル以来、ドイツでは国家を主権の主体とし、主権を国家権力、国家意思、国家人格の特性と主張してきた。しかし、国家主権説の真意は専制的君主主権へのアンチテーゼであるとされる。ゲオルグ・イェリネックは主権的国家権力は独立・最高の権力であり、国際法においても国家はただ自己の意志にのみ服するとし、また国家は人格を有する法主体であるとする国家法人説を主張し、。
ドイツ帝国時代の国法学・国家学についてカール・シュミットはアルブレヒトらの国家法人説も国家主権説も、憲法制定権力の主体と政治的単一体の代表者に関する問題を回避するものにすぎないと批判した。
またアドルフ・ラッソン(1832-1917)も主権は国家の自己目的の具現化したもので、国家は主権を有する主体として法秩序に服する必要はないとした。ラッソンは異なる民族を同一の法の下に服せしめることは非性的であるとし、国民の自由を原理とする国際関係には法が存在しないとして国際法への懐疑論を主張した。ただし、平和は諸国家の共通の利益であると述べており、また勢力均衡が平和の条件であるとする。
1899年、第一回ヘーグ平和会議でドイツ代表は常設仲裁裁判所裁判官名簿作成についてドイツ国家の主権を傷つけるとして反対し、またドラゴーも公債発効は主権行為であり、国家主権の名において外国の参加を排除するとした。

### 現代国際法と主権
他方、主権の教理は、国家間の関係において多大な影響を持った。ボダンは法を制定する主権者は、制定した法に拘束されない (majestas est summa in cives ac subditos legibusque soluta potestas)としたが、この思想は、主権は何者にも責任を持たないし、いかなる法にも拘束されないと解釈されるようになった。しかし、ボダンは、神の法、自然法、理性、そして全ての民族に普遍的な法 (jus gentium 万民法)、さらに主権者を決定したり主権の限界を定める国家の原理法などそこから主権が導出される諸々の基本原則を、主権は遵守すべきであると強調していた。このようにボダンにおいて主権は、国家の憲法や、全ての人類に拘束力を持つ高法（the higher law)によって制限される。これら諸々の基本原則は後年、国際法へと組織されていったが、他方で、ボダンの主権論は国際的な政治秩序において絶対主義を正当化するために使用されたのであった。
ボダンの主権論はさらにホッブズのリヴァイアサンにおいて発展された。ホッブズは主権を法よりも力として捕らえ、法とは主権者が指揮するものであり、主権を制限することはできない。主権は絶対的であると主張した。永遠の戦争状態である国際社会において、一主権者は他の主権者に対して主張を力によって強いる傾向にある。しかし、主権国家は、主張された権利を判定する論議を続け、また実際の戦争という手段をとって権利を主張したり、人民の保護や、他の国への影響を無視した経済政策をとるようになった。たとえば、欧州での征服はウィーン会議(1814~1815年)以降に法的に制限されるようになるが，欧州外の非文明地域は無主地とされ，国際法の主体とは認められず，多くの国は植民地とされた。また交戦国はみな自らの正当性を主張したから，戦争は事実上「国家の正当な権利」であるとされた。
しかし、20世紀に入ると国家の行動の自由を制限するようになった。1899年万国平和会議でハーグ陸戦条約が採択され、戦争が制限された。
第一次世界大戦後の1920年に発効された国際連盟規約では「締約国ハ戦争ニ訴ヘサルノ義務ヲ受諾ス」(前文)「連盟各国ノ領土保全及現在ノ政治的独立ヲ尊重シ，且外部ノ侵略ニ対シ之ヲ擁護スルコトヲ約ス」(第10条)と規定され、1928年のケロッグ＝ブリアン条約(パリ不戦条約)では戦争放棄と平和的手段による紛争解決が規定された。
そして第二次世界大戦後の国際連合憲章において加盟国は国際紛争を平和的手段によって解決すること(第2条3項、紛争の平和的解決義務)、また「武力による威嚇又は武力の行使を、いかなる国の領土保全又は政治的独立に対するものも、また、国際連合の目的と両立しない他のいかなる方法によるものも慎まなければならない。」(第2条4項、武力不行使原則)と規定され、同時に主権国家の主権は相互に平等であるという主権平等の原則も規定された(第2条1項)。主権平等の原則は1970年の友好関係原則宣言でも確認された。
このように征服と戦争は非合法化されるようになり、主権は国際機構や国際条約などによって制約が加えられているものの、国際連合においては国家の主権自体は否定されていない。
こうして現代国際法において主権の概念は、政治的統一体や共同体を保証することで諸国家の領界的膨張を防ぐ基盤的な規範としての側面を持つにいたった。グローバル化が進む中、統治の実権が国境を超えてゆく中で，主権だけが一定の領界を単位とした諸権利の調整を担いうるのであり、主権だけが人権等の普遍的価値を基軸とした政治的達成のための制度的基盤であるとされる。

### 主権概念への批判
主権概念への批判もあり、憲法学者レオン・デュギーは、主権概念抹消ないし不要論の立場から、その帰属主体をあえて問わない法主権説を唱え、国家の権威と権力を擁護するアデマール・エスマンと論争した。
ハロルド・ラスキは主権概念は正確でなく、危険な道徳的結果をもたらすこともありえるとし、ジャック・マリタンは主権概念は本質的に誤まっているとし、国際法学者で元国連事務総長ブトロス・ブトロス＝ガーリは「絶対的かつ排他的な主権の時代は過ぎ去った」とした。一方で、かつて先進国の植民地であった新興国やソ連国際法などにおいては国家主権擁護論が出されたが、これは西欧における主権政策に対する反論ないし抗議概念として主権が用いられたものである。

### 日本
日本では1873年（明治6年）、政府翻訳官柴田昌吉と横浜税関の翻訳官子安峻の『附音挿図英和字彙』で英語sovereigntyに「主権」の訳語を付した。「主権」という漢語は『管子』(七臣七主)で「君主の権力」という意味が初出とされる。
1881年（明治14年）国会開設の詔を受けて人権・主権論争が展開し、1883年（明治16年）、文部省編輯局がホッブズ『リヴァイアサン』部分訳を『主権論』と題して刊行した。
1889年（明治22年）に公布された大日本帝国憲法第4条では「天皇ハ国ノ元首ニシテ統治権ヲ総攬シ此ノ憲法ノ条規ニ依リ之ヲ行フ」と定めたが、この統治権は主権の意味に解せられ、「しろしめす」という日本古来のことばに該当するものとして「主権」よりも「統治権」が適切であると考えられた。
明治憲法下の天皇は《統治権の総攬者》であり，統治行為の最終的確定者でありえたが、その統治の現実は絶対的主権者はおろか主権者からもおおむね遠い儀礼を中心とするものであった。穂積八束や上杉慎吉などは天皇主権を主張し、ほか天皇機関説論争なども起こった。また美濃部達吉は国家は目的と意思の主体であり、国家は永遠の一体としてそれ自身生活力を持つという国家有機体説にもとづく国家法人説を主張し、「最高権」「統治権」「最高機関の地位」の三つに加えて、「国家の意思力そのもの」を主権概念に含める。これがドイツ法の「国権」(Staatsgewalt)を表す概念であることは明らかであるが、「統治権」と区別がしにくいと難点が指摘されている。
戦後は、日本国憲法における主権、とくに国民主権の解釈として、杉原泰雄と樋口陽一らの論争(『国民主権の研究』)(『近代立憲主義と現代国家』)、尾高朝雄と宮沢俊義らのノモス主権論論争がある。

## 主権が問題となった事件
主権はしばしば、国際的事件において問題となってきた。
- パルマス島事件への常設仲裁裁判所判決[8]。
- 制限主権論は、プラハの春に際してソ連が提唱した。
- 金大中事件。この事件は韓国中央情報部によるものとされ、その解決については、日本が主権を放棄したとの評価がある[63]。
- 在日米軍裁判権放棄密約事件
- 日米地位協定
- 北方領土問題 - 日本の領土への主権侵害とされる[64]
- 人道的介入(ユーゴスラビア紛争、ソマリア内戦、ルワンダ内戦)
- 崩壊国家 (失敗国家) - 国内的主権と政府を喪失し、国家の機能が停止し、しかし国際法的主権によってのみ存在するという国家性を喪失した組織のことで、ソマリアが典型である[65][66][67]
- イギリスの欧州連合離脱是非を問う国民投票 - EU離脱によってイギリスの主権が回復するという主張が離脱派によってなされた。

## 文献案内
- Burns, J.H. “Bentham on Sovereignty: An exploration”, Northern Ireland Legal Quarterly, 24 (1973): 399-416.
- Hart, H.L.A. “Sovereignty and Legally Limited Government”, in Essays on Bentham (Oxford, 1982), pp. 220-42.
- 明石欽司『ウエストファリア条約:その実像と神話』慶應義塾大学出版会2009年
- 神寳秀夫『近世ドイツ絶対主義の構造』創文社1994年
- 杉原泰雄「国民主権と人民主権」『世界』岩波書店、1972 年319号
- 高山巌「ウエストファリア考:「象徴的標識」の視点からの一試論」『国際政治研究の先端7』(国際政治160号)48-63頁 (2010年)
- 長尾英彦「駐留米軍と主権免除の原則」中京法学38巻3・4号 ( 2004年)
- 山影進編著『主権国家体系の生成:「国際社会」認識の再検証』ミネルヴァ書房2012年
- ピーター・スタイン著・屋敷二郎監訳『ローマ法とヨーロッパ』(ミネルヴァ書房）
- トロイマン，ルドルフ、小林孝輔・佐々木高雄共訳『モナルコマキ:人民主権論の源流』(社会科学古典選書3)学陽書房 1976年